# Creatori de modă din lumea arabă
Moda creatorilor arabi a luat amploare în ultimele decenii, aceștia reușind să lanseze noi tendințe și să se impună în lumea modei. Creatori precum Zuhair Murad și Elie Saab sunt deja arhicunoscuți, creațiile lor fiind nelipsite de la marile evenimente și din garderoba celebrităților, dar, în ultima perioadă, mulți alți creatori arabi au început să se impună.
Odată cu lansarea ”Arab Fashion Week” din Dubai în 2016, a apărut speranța că Dubai va deveni una din capitalele modei alături de Milano, Paris și New York, iar aceasta este o ocazie importantă pentru creatorii din lumea arabă de a-și spune cuvântul. Creații haute couture, dar și ready-to-wear, modă unisex, dar și feminină, văluri, dar și materiale strălucitoare, toate aceste trăsături, aparent contradictorii, se contopesc în moda lansată de creatorii arabi. Cuvântul care descrie cel mai bine creatorii arabi, este ”inovația”, după cum susține directorul Consiliului de modă arab, Jacob Abrian.

### Zuhair Murad
Zuhair Murad este unul dintre cei mai cunoscuți creatori de modă arabi, iar creațiile sale sunt purtate de actrițe celebre precum Angelina Jolie, Sofia Vergara, Nicole Kidman, Blake Lively. Creațiile sale sunt preferatele vedetelor, acestea alegându-i rochiile pentru evenimentele importante.
Zuhair Murad este un trend-setter în adevăratul sens al cuvântului. Creațiile sale fascinează și sunt mereu prezente la marile evenimente.  Zuhair Murad s-a născut la data de 15 iulie 1971 în Ras Baalbek, din Liban, într-o familie catolică. Pasiunea pentru desen a început la o vârstă fraged, respectiv trei ani, conform mamei sale. La vârsta de zece ani deja desena creații vestimentare, iar la vârsta de 15 ani, după terminarea liceului, a decis să urmeze o carieră în modă. S-a mutat la Paris, unde a studiat moda, iar în 1997, după ce și-a finalizat studiile, s-a întors în Liban unde a deschis primul său atelier, la Beirut. Succesul a venit în 1999, când a debutat la Rome Fashion Week- Alta Moda Alta Roma, unde a impresionat publicul și criticii, iar în 2001, la Paris Haute Couture Week, s-a impus definitiv în lumea modei.
În ciuda succesului său, sediul central Zuhair Murad Fashion House a rămas la Beirut.

### Elie Saab
Elie Saab s-a născut pe 4 iulie 1964, la Damour, din Liban. La vârsta de 9 ani desena creații vestimentare și cosea rochii pentru sora sa din fețele de masă și perdelele mamei sale. Este fiul cel mare din cei cinci copii ai unui comerciant de , din Damour.
În 1981 a-a mutat la Paris pentru a studia moda, iar în 1982, la doar 18 ani, a deschis primul său atelier de modă la Beirut, având în subordine 15 angajați. Materialele sale preferate erau mătasea, broderia bogată în detalii, dantela și aplicațiile cu perle și cristale. Faima sa a crescut în Liban, unde era preferatul doamnelor din înalta societate astfel că,  în 1997 a devenit primul creator de modă care nu este italian membru al Camera Nazionale della Moda și în același an a avut prima prezentare de modă în afara Libanului. Doi ani mai târziu, a fost invitat să-și prezinte creațiile la Paris de către Chambre Syndicale de la Haute Couture.
Faima sa s-a extins în Statele Unite în 2002, când câștigătoarea premiului Oscar din acel an, Halle Berry, a ales să poarte o creație semnată de el. Casa de modă Elie Saab s-a extins la nivel global din Los Angeles la Hong Kong. Printre clienții săi fideli se numără Prințesa Rania a Iordaniei, contesa Stephanie de Lannoy, Beyonce, Angelina Jolie, Celine Dion și multe altele. Creații semnate de Elie Saab au fost purtate de peste 150 de celebrități, până în 2017.
Stilul său unic reunește cultura orientală cu cea occidentală, prin creații feminine și materiale delicate, ca organza, broderii fine, tafta, mătase și pietre prețioase.
Atelierul său principal rămâne la Beirut, într-o clădire de cinci etaje.

### Rabih Kayrouz
Rabih Kayrouz s-a născut în 1973, în Liban. S-a mutat la Paris la 16 ani pentru a studia moda la Chambre Syndicale de la Couture Parisienne.
În 1995, după o perioadă în care a studiat la case de modă precum Dior și Chanel, Kayrouz s-a întors la Beirut unde a început să confecționeze rochii de seară și de mireasă.
În 2008 s-a întors la Paris pentru a-și deschide propria sa casă de modă. De atunci, el este unul din creatorii de modă invitați de Chambre Syndicale de la Haute Couture să-și prezinte colecțiile de două ori pe ani, pentru ambele sezoane, în cadrul prezentărilor haute couture din Paris. Creațiile sale sunt marcate de linii simple și precise, dar îndrăznețe, din materiale fluide și fine, pe care le alege personal, după o serie întreagă de criterii.

### Said Mahrouf
Said Mahrouf este unul din creatorii aflați în plină ascensiune în acest moment. Creatorul de origine marocană a studiat moda la Amsterdam Rietveld Academy și la Institutul Pratt din New York. Inițial, crea costume pentru dansatori. Creațiile sale sunt expuse la Muzeul de Artă Contemporană și la Muzeul Național de Modă Cooper din New York, Muzeul Utrecht și Muzeul Municipal din Amsterdam și Galeriile Carriage Works din Sidney. Creațiile sale, în prezent, sunt ready-to-wear.
În 2011 a fost ales director artistic al evenimentul tradițional de modă din Maroc, Caftan, transmis live din Marrakech. În 2007 și-a lansat propriul brand și, de atunci, este o prezență permanentă la prezentările de modă din Paris, Amsterdam, Italia și Dubai.
Stilul său combină materiale fine, de origine orientală, cu linii delicate, feminine. Preferă să lucreze cu modele de origine arabă pentru a-și păstra ”identitatea culturală”. 

### Citate
Citatul: [inovația], tradus din articolul ”Dubai Arab Fashion Week organisers give pieces a chance”, de David Hearst, octombrie 2016. com http://www.middleeasteye.net/news/arab-fashion-week-opens-dubai-41133829